# Wedge Tomb von Kilbeg (Donegal)
Das Wedge Tomb von Kilbeg (auch „Dermot and Grania’s Bed“ genannt) liegt  im Townland Kilbeg (irisch An Chill Bheag) im County Donegal in Irland. Wedge Tombs („Keilgräber“), früher auch „wedge-shaped gallery grave“ genannt, sind ganglose, mehrheitlich ungegliederte Megalithbauten der späten Jungsteinzeit und der frühen Bronzezeit.
Das Wedge Tomb liegt im oberen Teil eines Hügels und überblickt Slieve League und die Teelin Bay nach Westen sowie die Donegal Bay und die Berge im County Sligo nach Süden.

## Beschreibung
Die etwa 5,0 m lange Kammer des Südwest-Nordost orientierten Wedge Tombs nimmt in Höhe und Breite zum Ende hin ab. Zwei Fassadensteine flankieren das Westende. Der nördliche ist etwa 1,2 m und der südliche 1,0 m hoch. Zwischen ihnen teilt ein 1,15 m hoher Orthostat den Zugang.
Der große Deckstein am Ende der Kammer misst 2,3 × 1,3 m und ist 0,25 m dick. Er scheint verschoben zu sein und weitere verschobene Platten kaschieren die Struktur. Ein 1,3 × 0,6 × 0,3 m messender Stein ragt unter dem Deckstein hervor. Östlich des Decksteins liegen zwei versetzte Platten quer über der Kammer. Die nördliche misst 1,35 × mindestens 0,7 × 0,4 m. Die südliche misst 1,3 × 1,0 × 0,25 m.
Hinter der Kammer sind drei Randsteine der äußeren Wand erhalten. Zwischen Wand und Kammer befinden sich als etwa 0,5 m hohe Steinmasse vielleicht Reste des Cairns.
Die Kammer ist im Westen 1,75 m breit und verjüngt sich zum gestörten Ostende hin deutlich. Auf der Nordseite sind (in Abständen) drei Seitensteine erhalten. Die Steine sind 0,8 m, 0,7 und 0,45 m hoch. Auf der Südseite sind entlang der vorderen Hälfte der Kammer vier benachbarte Steine erhalten. Die Höhen der vier Seitensteine (von West nach Ost) betragen 0,6 m, 0,5 m, 0,6 m und 0,25 m. Zwischen dem ersten Stein und dem Fassadenstein steht ein nur 0,45 m hoher Stein, der ebenfalls Teil der Kammerseite sein kann. Der Deckstein ruht auf der Südseite auf dem östlichen Seitenstein und im Norden auf der oberen zweier Platten, die über einem teilweise verdeckten Stein der Kammerseite liegen. Der teilweise verdeckte Stein ist mindestens 0,35 m lang, 0,25 m dick und 0,1 m hoch. Sein Status ist ungewiss. Die untere der beiden Platten misst 0,5 × 0,3 × 0,15 m. Die obere misst 1,4 × 0,5 × 0,25 m. Ihr Ende liegt über einer Anhäufung kleiner Steine, die wahrscheinlich kein Originalmerkmal sind.
Entlang der Kammer verläuft eine Steinmauer. Die Anlage ist im Jahr 2025 stark von Brombeerhecken überwuchert.